# Jean-Baptiste Lully

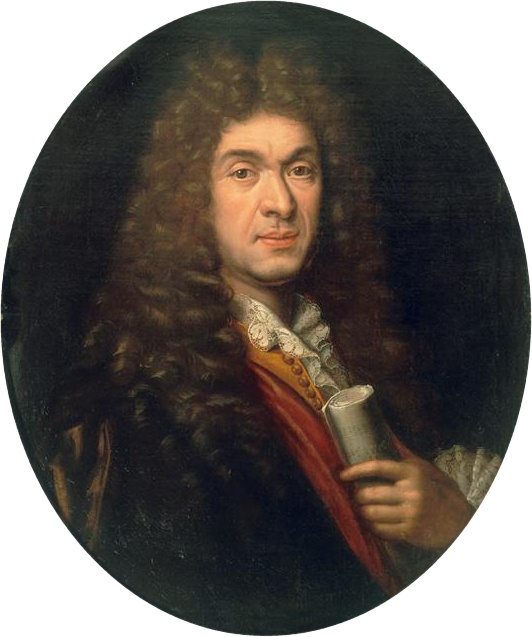
Jean-Baptiste Lully, Porträt von Paul Mignard

Jean-Baptiste Lully, geboren als Giovanni Battista Lulli (* 28. November 1632 in Florenz; † 22. März 1687 in Paris), war ein italienisch-französischer Komponist, Geiger, Gitarrist und Tänzer, der ab seinem 14. Lebensjahr am französischen Hof lebte und unter Ludwig XIV. zu den höchsten musikalischen Ämtern aufstieg. Im Dezember 1661 wurde er französischer Bürger, 1681 geadelt. Als Schöpfer charakteristisch französischer Barockmusik gilt er als einer der einflussreichsten Komponisten der französischen Musikgeschichte, auf den auch ausländische Komponisten, insbesondere im nördlichen Europa, wie Purcell, Händel und Bach in ihren Werken Bezug nahmen. Viele seiner Stücke gehörten an den europäischen Adelshöfen, namentlich in deutschen Landen, während mehrerer Generationen zum festen musikalischen Repertoire. Berühmt ist auch seine Zusammenarbeit mit dem Komödiendichter Molière.

## Leben und Laufbahn

### Herkunft und Kindheit in Italien

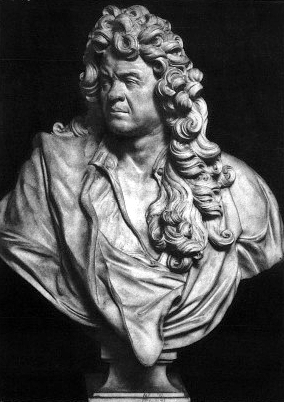
Büste von Jean-Baptiste Lully

Jean-Baptiste Lullys Vorfahren väterlicherseits waren Bauern im Großherzogtum Toskana. Seine Eltern, Lorenzo Lulli und dessen florentinische Ehefrau Caterina, geborene del Sera (oder Seta), eine Müllerstochter, wohnten bei Lullys Geburt in Florenz. Er selbst kam unter dem Namen Giovanni Battista zur Welt; erst später in Frankreich wurde sein Name französisiert zu Jean-Baptiste Lully. Im Juni 1638 starb sein älterer Bruder Vergini, im Oktober 1639 seine Schwester Margherita. Damit verblieb der siebenjährige Jean-Baptiste das einzige Kind seiner Eltern. Lorenzo Lulli übernahm nach dem Tod seines Schwiegervaters dessen Mühle und erarbeitete sich einen gewissen Wohlstand. Damit konnte er Jean-Baptiste, der vermutlich die Schule der Franziskanerkirche Santa Croce in Florenz besuchte, eine gute Ausbildung ermöglichen. Eine Druckschrift von 1705 berichtet, Lully habe dankbar von einem „cordelier“ (Franziskaner) gesprochen, der ihm den ersten Musikunterricht gegeben und ihn das Gitarrespiel gelehrt habe.
Im Februar 1646, zu Karneval, besuchte Roger de la Lorraine, Chevalier de Guise, der am Hof des Großherzogs der Toskana erzogen worden war, bei seiner Rückkehr von einem Feldzug gegen die Türken Florenz. Im Auftrag von Anne Marie Louise d’Orléans, einer Nichte des französischen Königs, Ludwigs XIII., suchte er für deren Sprachunterricht einen Italiener zu ihrer Konversation. Der Chevalier wurde auf den komödiantisch begabten und Geige spielenden Lully aufmerksam und nahm ihn mit Einverständnis seiner Eltern mit nach Frankreich. Kardinal Giovanni Carlo, Bruder des Großherzogs der Toskana, begleitete beide zum Schiff.

### Im Dienst von Anne Marie Louise d’Orléans
Von seinem 14. Lebensjahr an lebte Lully bei der „Grande Mademoiselle“, Anne Marie Louise d’Orléans, Herzogin von Montpensier und Nichte des Königs, Ludwigs XIII., sowie Cousine seines Nachfolgers, Ludwigs XIV., im Pariser Tuilerienpalast. Zunächst diente er ihr als „garçon de chambre“ (Kammerdiener), der z. B. ihre Garderobe ordnete, die Kamine heizte und die Kerzen anzündete. Zudem begleitete er die singende und tanzende Herzogin auf der Gitarre und unterhielt sie mit burlesken Späßen. Lully profitierte von der Anstellung bei Anne Marie Louise d’Orléans auch als angehender Künstler, da die Herzogin berühmte Musik- und Tanzlehrer beschäftigte: den Komponisten und Sänger am Hofe ihres Vaters, Étienne Moulinié, sowie den Tanzlehrer und Violinisten Jacques Cordier (genannt „Bocan“), der der Musique du Roy angehörte. Es liegt nahe anzunehmen, dass der junge Lully von Bocan die kritische Haltung gegenüber den Vingt-quatre Violons du Roy übernahm – viele Jahre später, 1655/56, erwirkte er bei seinem neuen Dienstherrn, Ludwig XIV., die Erlaubnis, ein separates, kleineres Ensemble zu gründen, Les Petits Violons de Lully, das fortan in Konkurrenz zu den von Ludwig XIII. gegründeten Vingt-quatre Violons stand. Laut einer Quelle von 1695 nahm er Cembalo- und Kompositionsunterricht bei Nicolas Métru, François Roberday und Nicolas Gigault; auf der Gehaltsliste der Grande Mademoiselle stand auch der königliche Tanzmeister, der vermutlich für Lullys ausgezeichnete Tanzausbildung sorgte. Auch Jean Regnault de Segrais, Sekretär der Mademoiselle, der 1661 in die Académie française aufgenommen wurde, übte Einfluss auf Lully aus. Lully gründete die Compagnie des violons de Mademoiselle, ein Orchester, auf das seine Arbeitgeberin besonders stolz war, da es in den Pariser Salons großen Anklang fand und sogar als besser galt als die Vingt-quatre Violons du Roy. Im Jahr 1652 erscheint Lullys Name erstmals französisiert in den États de la maison princière als „Jean-Baptiste Lully, garçon de la chambre“.

### Erstes Zusammentreffen mit Ludwig XIV.

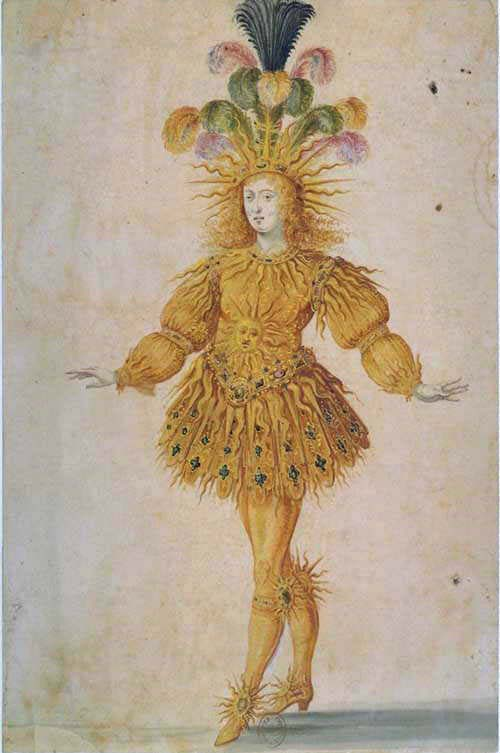
Der junge Ludwig XIV. in der Hauptrolle des Apollo im Ballet royal de la nuit 1653

Während der vormundschaftlichen Herrschaft Annas von Österreich für ihren unmündigen Sohn, Ludwig XIV., beteiligte sich die Grande Mademoiselle, Lullys Dienstherrin, aktiv an der Fronde, dem Bürgerkrieg gegen die Regentschaft der Königinmutter und des Kardinals Mazarin. Daher wurde sie nach Saint-Fargeau verbannt, wohin ihr der mittlerweile zwanzigjährige Lully folgte, der noch am 7. März 1652 in einem Récit grotesque im Tuilerienpalast als Komponist und Darsteller in Erscheinung getreten war. Wieder zurück in Paris war er zwischen dem 23. Februar und 16. März 1653 mehrmals im Ballet royal de la nuit als Schäfer, Soldat, Bettler, Krüppel und Grazie zu sehen. Der vierzehnjährige Ludwig XIV. selbst tanzte hier zum ersten Mal die Rolle der aufgehenden Sonne. Als Lullys Vermittler an den Königshof wird Jean Regnault de Segrais, der Sekretär der Grande Mademoiselle und Mitorganisator des Ballet royal de la nuit, angenommen.
Lully war offenbar ein begabter Tänzer, ein „balladin“, fühlte sich wohl auf der Bühne, war ganz Theatermann. Seinem Tanz haftete etwas Ungewöhnliches an, sodass einige Journalisten, die sich sonst kaum mit der Person der Tänzer befassten, ihn als „Baptiste“ zum Gegenstand ihrer Berichte machten.
Am 16. März 1653 wurde Lully zum Compositeur de la musique instrumentale ernannt. Für die Ballets de cour, die am französischen Hof eine besondere Rolle spielten, komponierte er die Tänze, während Texte und Komposition der gesungenen Airs de ballet in den Händen anderer Hofkünstler, wie z. B. Michel Lambert, lagen. Nicht selten tanzte Lully selbst an der Seite des Königs, zum Beispiel im Ballet des plaisirs. Seine italienische Herkunft war aus seinen Kompositionen noch lange herauszuhören, z. B. im Ballet de Psyché, für das er ein Concert italien schrieb.
Seine erste größere Komposition war die Maskerade La Galanterie du temps, die im Palais des Kardinals Mazarin unter Mitwirkung der Petits violons zur Aufführung kam.
In den seit 1648 bestehenden Petits violons (Streicherensemble) fand Lully ein eigenes Ensemble, das flexibler einsetzbar war als die Grande bande genannten Vingt-quatre Violons du Roy, die als das erste feste Orchester der Musikgeschichte gelten. Zwischen deren Leiter, Guillaume Dumanoir, dem bis dahin für die Tanzmusik am königlichen Hof zuständigen Jean de Cambefort und dem jüngeren Lully entstand eine ernsthafte Rivalität. Andere Hofmusiker dagegen förderten Lully, wie Regnault oder der Meister des Air de Cour, Michel Lambert, der ihm bei der Vertonung der französischen Sprache half. Letzterer wurde 1661 Kammermusikmeister Ludwigs XIV. und Lullys Schwiegervater.

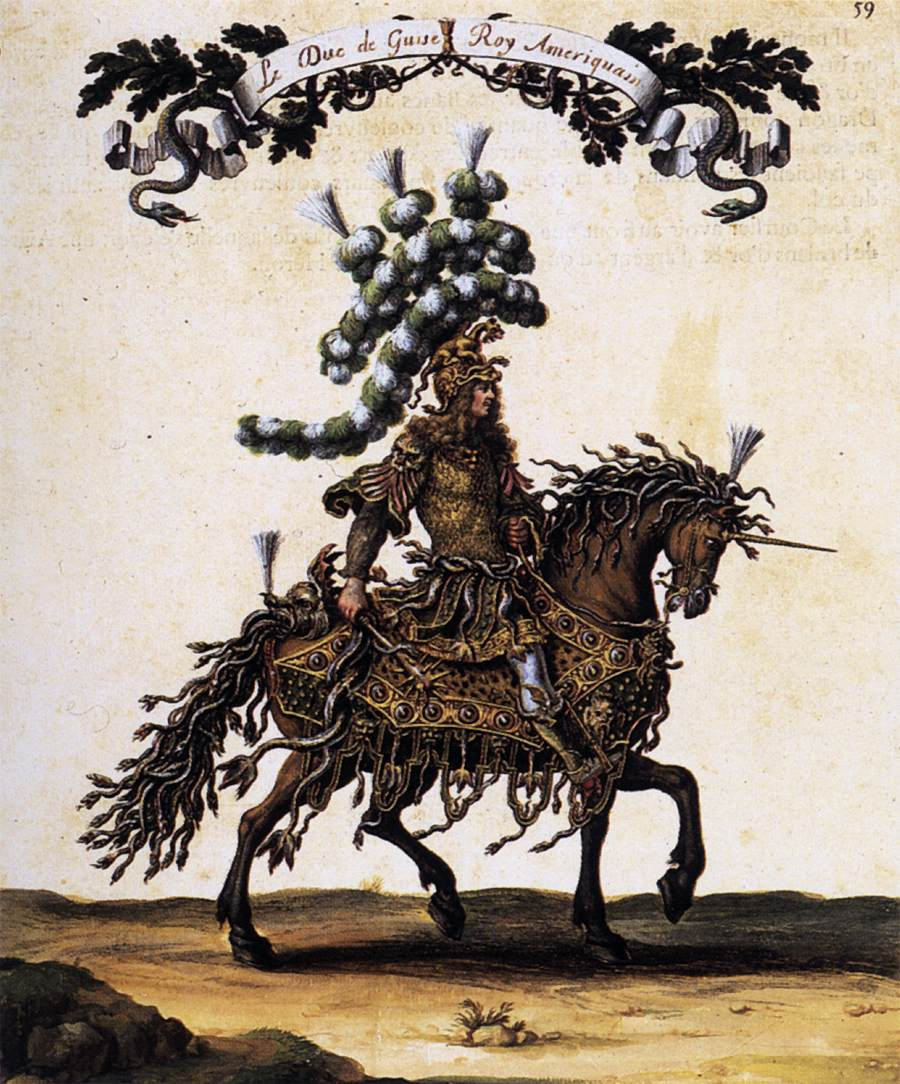
Um Henri de Guise – hier kostümiert für das Grand Carrousel – gruppierte sich der Widerstand gegen Italienisches in der französischen Tonkunst

Lully gehörte zur Gruppe italienischer Musiker in Paris, die vom einflussreichen Kardinal Mazarin, der selbst gebürtiger Italiener war, gefördert wurden. Zu diesen zählte auch die Sängerin Anna Bergerotti, die den jungen Lully unterstützte. Lully schrieb italienisch anmutende Stücke, etwa Chaconnen, Ritornellen und italienische Vokalmusik, doch ungeachtet seiner musikalischen Herkunft stieg er schließlich zum Hauptvertreter des höfischen Balletts in Frankreich, des Ballet de cour, auf.
Mit Amour malade, uraufgeführt am 17. Januar 1657, gelang Lully der Durchbruch als Komponist. Der Einfluss der italienischen Oper äußerte sich in Amour malade unter anderem darin, dass er das traditionell am Anfang der Aufführung stehende französische Récit durch eine Neuerung, einen Prologue, ersetzte. Lully brillierte in diesem Ballett als Darsteller in der Rolle des Scaramouche, dem ein Esel eine Dissertation widmet. Der sehr italienische Einschlag dieser Komposition war für Henri duc de Guise ein Grund, im Februar 1657 mit erheblichem finanziellen Aufwand eine Mascarade mit einer von Louis de Mollier nach französischer Tradition komponierten Musik, die Plaisirs troublés, aufführen zu lassen.

### Karriere am Hof LudwigsXIV.
Lully gehörte nun dem inneren Kreis um den König an. Als dieser 1659 mit Mazarin zur Vorbereitung des Pyrenäenfriedens nach Südfrankreich reiste, begleitete ihn Lully und komponierte unter anderem das Ballet de Toulouse. Am 29. August 1660, drei Tage nach dem Einzug Ludwigs in Paris, wurde in der Église de la Merci in Anwesenheit der Königinmutter, Anna von Österreich, des Königs, der jungen Königin, Marie-Thérèse (die Feierlichkeiten ihrer Vermählung mit dem König waren noch nicht abgeschlossen), und Philippes I. de Bourbon, des Königs Bruder, Lullys Jubilate Deo, ein Motet de la paix (Friedensmotette), aufgeführt, die großen Anklang fand. Weitere kirchliche Werke folgten in den Jahren danach, alle zusammen brachten Lully besondere Ehre ein.
Eine besondere Herausforderung für Lully stellte sich, als Kardinal Mazarin  den berühmten italienischen Opernkomponisten Francesco Cavalli nach Paris einlud. Auch vorher schon hatte Paris Aufführungen italienischer Opern erlebt: Luigi Rossis Werke wurden oft gespielt, besonders die Oper Orfeo. Cavalli sollte nun unter dem Titel Ercole amante (Der verliebte Herkules) eine Festoper zur Hochzeit Ludwigs XIV. mit Marie-Thérèse schreiben, Lully komponierte dazu die Ballette. Wegen organisatorischer Missstände musste Cavalli auf ein älteres Werk zurückgreifen: Serse. Auch hierfür komponierte Lully die Balletteinlagen. Diese Oper wurde endlich am 21. November 1660 in der Gemäldegalerie des Palais du Louvre aufgeführt. Nach dem Tod Mazarins am 9. März 1661 verließen viele Italiener Frankreich. Auch Cavalli kehrte nach Venedig zurück.
Am 5. Mai 1661 ernannte Ludwig XIV. Lully zum Sur-intendant de la musique du Roy, wobei er auf die 10.000 Livres, die das Amt üblicherweise kostete, verzichtete. Michel Lambert wurde Maître de musique de la chambre. Von jetzt an komponierte Lully die Ballette allein, sowohl die Tänze als auch die gesungenen Passagen, die sogenannten Récits.
Im Februar 1662, zwei Monate nachdem er den König erfolgreich um seine Einbürgerung gebeten hatte, nahm er Magdelaine Lambert zur Frau – nicht ohne Druck der Obrigkeit, denn es galt, seine homosexuellen Neigungen zu verhüllen. Er behielt zeitlebens einen florentinischen Akzent und sorgte für seine Großfamilie nach italienischer Art: Neben seiner Gattin und seinen sechs Kindern lebten Verwandte und deren Freunde bei ihm. Nach drei Umzügen wurde das Hôtel Lully in der Pariser Rue Sainte-Anne sein endgültiger Wohnsitz. In seiner Musik jedoch verblasste sein bisheriger Stil eines italienischen „buffone“. 1663 komponierte er Ballet des Arts, sein erstes vollständig rein französisches Grand Ballet de cour. Die Liedtexte dafür schrieb Isaac de Benserade. Für den Erfolg des Stückes waren auch dessen Verse im „Livre du Ballet“ bedeutsam, die das Geschehen auf der Bühne erläuterten.

### Zusammenarbeit mit Molière (1664–1671)

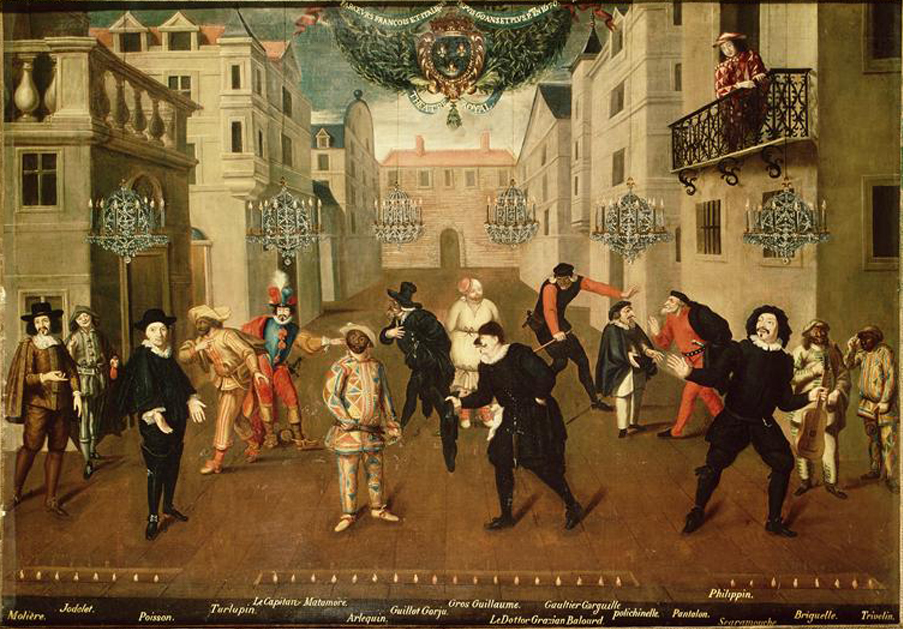
Molière (ganz links) mit französischen und italienischen Komödianten (1670)

Der Finanzminister Ludwigs XIV., Nicolas Fouquet, hatte sich in Vaux-le-Vicomte einen Palast erbauen lassen und dafür die besten Künstler Frankreichs verpflichtet: Louis Le Vau als Architekt, André Le Nôtre für die Gartenanlagen und Charles Lebrun, den ersten Hofmaler und hervorragenden Dekorateur, für die Gestaltung der Prunkräume. Am 17. August 1661 veranstaltete er ein großes Fest, zu dem er den König, seine Familie und zahlreiche Gäste lud. An achtzig Tischen wurden sie bewirtet und auf dreißig Büffets standen 6000 Teller aus massivem Silber. Für die Musik sorgten die fähigsten Instrumentalisten, darunter der Lautenist Michel Lambert und Lully. Lully, mit Molière befreundet, dessen Komödie Les Fâcheux (Die Lästigen) aufgeführt werden sollte, hatte diesen wenige Tage zuvor noch in panischer Stimmung vorgefunden, da für die Aufführung nicht genügend Schauspieler zur Verfügung standen. Abhilfe schuf eine einfache List: Zwischen die Szenen wurden Ballettstücke eingefügt, um den Schauspielern Zeit zum Umkleiden zu geben. Pierre Beauchamp und Lully arrangierten die Ballette, für die Lully nur einen Tanz, eine Courante, neu komponierte.
Die Aufführung gefiel, und damit war die erste von insgesamt zwölf Comédie-ballets (Ballettkomödien) erschaffen. Das prunkvolle Schloss und das verschwenderische Fest jedoch verärgerten den König, denn Fouquet schien sich damit auf die Stufe des Monarchen zu stellen. Er ließ ihn bald darauf verhaften, seine Besitztümer beschlagnahmen und begann selbst, Versailles, das alte Jagdschloss seines Vaters, zu seiner prunkvollsten Residenz zu erweitern.

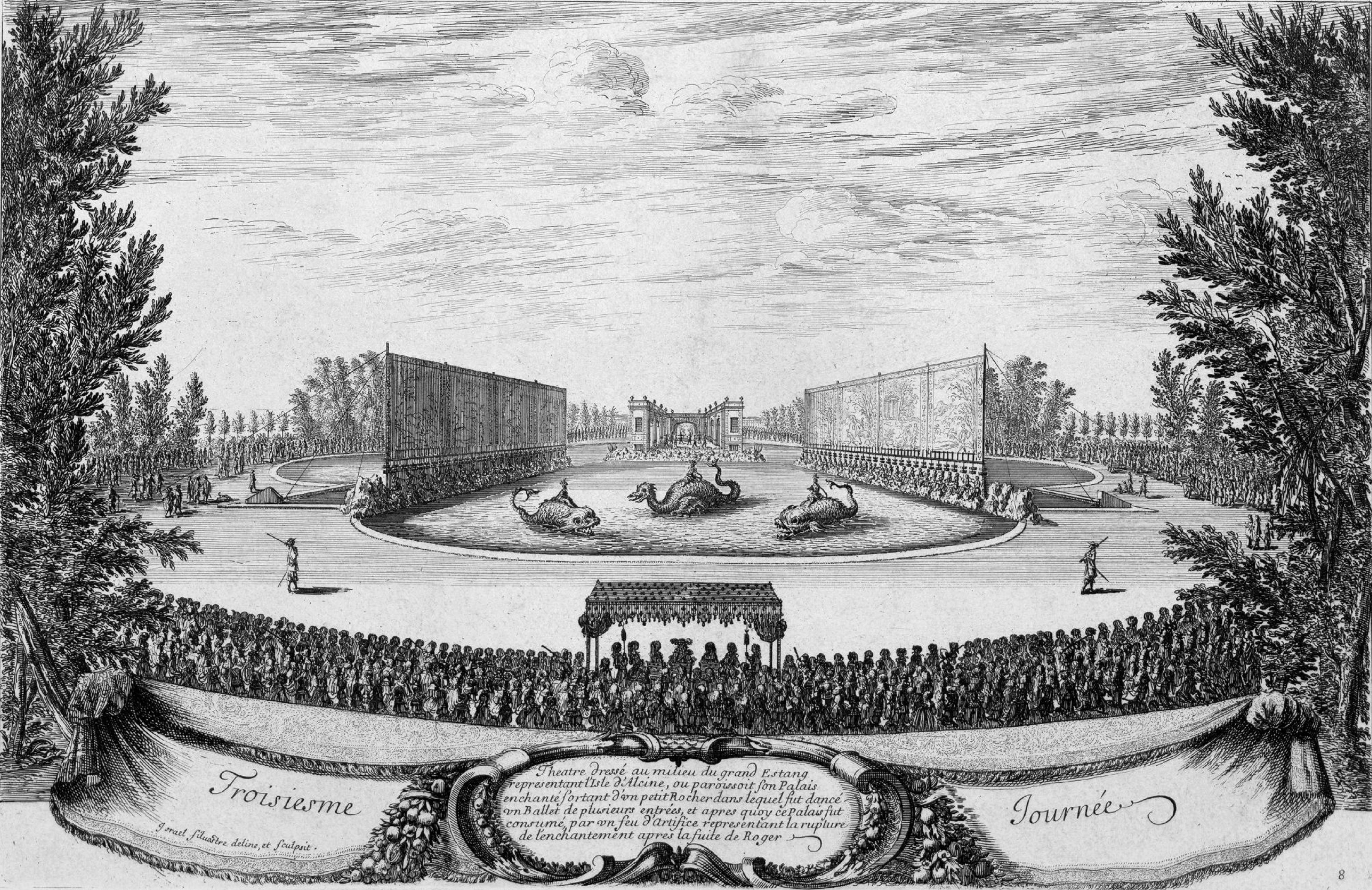
Les plaisirs de l’île enchantée (Die Freuden der Zauberinsel) in Versailles 1664. Stich von Israël Silvestre

Als 1664 die ersten Arbeiten im Park von Versailles abgeschlossen waren, wurde ein Fest gegeben, Les Plaisirs de l’îsle enchantée; es dauerte vom 7. bis zum 13. Mai. Sein Höhepunkt war thematisch auf die Geschichte von Ludovico Ariostos Orlando furioso und der Zauberin Alcina ausgerichtet. Eröffnet wurde mit einem „carrousel“, einem Pferdeballett, in dem sich der Hof in kostbaren Kostümen zeigte. Der König selbst, kostümiert als Ritter Roger, führte den Zug an. Auch Molières La Princesse d’Elide mit Musik Lullys wurde gegeben und zum Abschluss das Ballet des saisons (Ballett der Jahreszeiten), in dem der Frühling auf einem Pferd, der Sommer auf einem Elefanten, der Herbst auf einem Kamel und der Winter auf einem Bären einzogen. Lullys Musik dazu gilt heute als verschollen.
Außerdem gab es Lotterien, Bankette, Bälle und Aufführungen weiterer getanzter Stücke von Molière und Lully: Les Fâcheux (11. Mai), Le Mariage forcé (Die Zwangsheirat, 13. Mai) und am 12. die Premiere des Tartuffe, auf die jedoch ein Verbot des Stückes folgte. Das Fest gipfelte in der Erstürmung des „Palastes der Alcina“ auf einer künstlichen Insel im großen Kanal der Gärten von Versailles, die in einem aufwändigen Feuerwerk versank.
Eine Beschreibung der Festivitäten stammt aus der Feder André Félibiens und ist in Stichen vom „Graveur ordinaire du Roi“, Israël Silvestre, dokumentiert.
In den folgenden Jahren entstanden weitere Ballettkomödien Lullys: George Dandin wurde 1668 im Rahmen des zweiten großen Festes von Versailles gegeben und im Jahr darauf Monsieur de Pourceaugnac, auch unter dem Titel Le Divertissement de Chambord bekannt. Lully, der die Stimmlage eines Bariton hatte, sang dabei unter einem Pseudonym („Chiacchiarone“); dies war seinem Rang des „Sur-intendant“ geschuldet, der über dem eines Sängers stand. Den größten Erfolg hatten 1670 die Ballettkomödien Les amants magnifiques (Die Fürsten als Brautwerber) und Le Bourgeois gentilhomme (Der Bürger als Edelmann). Letztere soll auf einen türkischen Botschafter gemünzt gewesen sein, der sich bei Hof lächerlich gemacht hatte. Laurent d’Arvieux steuerte sein Wissen um Kleidungsstil und Sitten im Orient bei.
Neben der Zusammenarbeit mit dem Dichter Molière komponierte Lully weiterhin Ballets de Cour. Als letztes Werk dieser Gattung entstand 1669 das Ballet Royal de Flore, in dem Ludwig XIV. zum dritten und letzten Mal als die Sonne auftrat. In der Ballettkomödie Les amants magnifiques sollte Ludwig ein weiteres Mal die Sonne darstellen, so hieß es zumindest in dem vorab gedruckten und verteilten Livret. Doch tatsächlich verzichtete er darauf zugunsten des Comte d’Armagnac und des Marquis de Villeroy, da er sich nach Fieberanfällen unwohl fühlte. Er gab somit im Alter von 30 Jahren den Bühnentanz auf. Lully selbst hatte dies 1668 mit 35 Jahren getan.
Im Jahr 1671 schufen Lully und Molière die Tragédie-ballet (Balletttragödie) Psiché (Psyche), um dem „größten König der Welt“ Heroisches vorzuführen. Aus Zeitnot musste Molière zwei weitere Librettisten beschäftigen, den Dichter Pierre Corneille und für die Divertissements Philippe Quinault, der von da an Lullys bevorzugter Librettist wurde. Neun verschiedene Bühnenbilder wurden benötigt, alle Götter des Olymp und eine Vielzahl von Ungeheuern und Fabelwesen wurden gezeigt. Das Werk war trotz seiner überbordenden Länge sehr erfolgreich. Aufgeführt im Tuilerientheater, war Psiché mit Kosten in Höhe von 334.645 Livres die bis dahin teuerste Produktion des Hofes. Lullys Opernaufführungen der folgenden Jahre waren nur etwa halb so kostspielig.
Als der Herzog von Orléans, der Bruder des Königs, sich nach dem Tod seiner ersten Gattin 1671 mit Liselotte von der Pfalz vermählte, wurde das Ballet des ballets bestellt. Lully und Molière schufen ein Pasticcio, ein „Pastetchen“ aus erfolgreichen Szenen der letzten gemeinsamen Werke, gerieten aber während der Arbeit in Streit und entzweiten sich. Zwar wurde das Ballett aufgeführt, aber Molières Komödie La Comtesse d’Escarbagnas (Die Gräfin von Escarbagnas, Dezember 1671) vertonte bereits Marc-Antoine Charpentier, der auch für Molières letztes Werk, Le malade imaginaire (Der eingebildete Kranke), die umfangreiche Bühnenmusik schrieb.

### Tragédie lyrique (1672–1685)

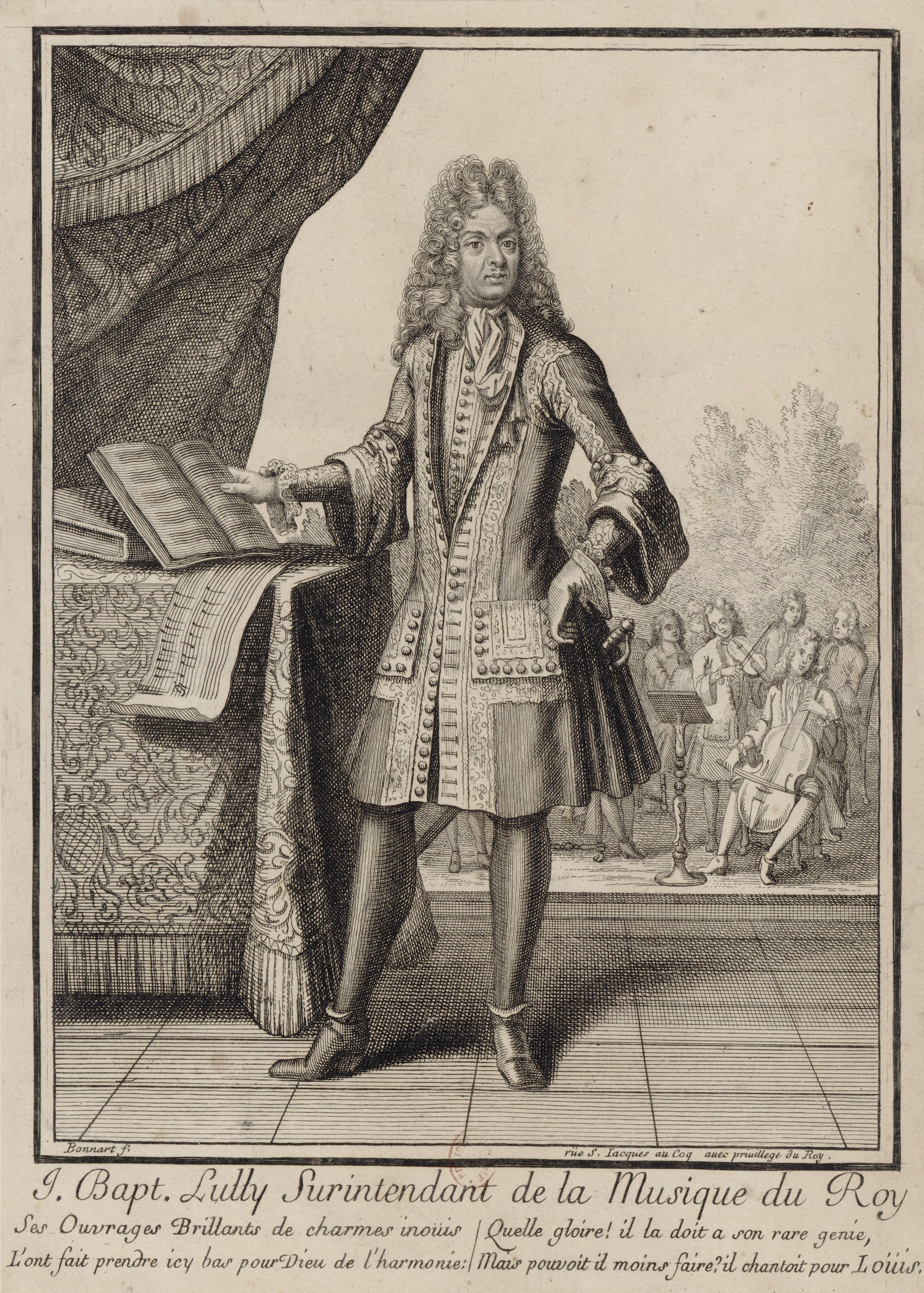
Lully in Hoftracht

Im Jahr 1671 brachten Robert Cambert, der damalige „Chef de la musique“ der Königinmutter, Anna von Österreich, und sein Librettist, Pierre Perrin, die erste „wirklich französische Oper“ auf die Bühne: Pomone. Der Erfolg war unerwartet groß, „sie lief acht Monate vor ausverkauften Häusern.“ Lully beobachtete den Erfolg mit Interesse und Neid. Perrin hatte 1669 offiziell ein Patent für Opernaufführungen unter der Bezeichnung „Académie d’Opéra“ erhalten, Pomone diente zu deren Eröffnung.
Anderweitige Rechtshändel, bei denen es um Mitgiftschwindel ging, brachten ihm jedoch eine Inhaftierung in der Conciergerie ein, peinlich auch für Colbert, der Perrin gefördert hatte.
Lully konnte beiden helfen, indem er den Unglücklichen im Gefängnis aufsuchte und ihm ein Angebot unterbreitete: Er werde für die Begleichung von dessen Schulden sorgen und beim König seine Freilassung erwirken, und dafür müsse Perrin ihm das Opernprivileg und alles, was damit zusammenhing, überlassen. Perrin ging auf den Handel ein. Cambert seinerseits verließ verbittert Paris und siedelte über nach London.
Lully besaß nun das Monopol für Opernaufführungen, doch er erwirkte noch weitere Privilegien vom König. So war jegliche Aufführung mit Musik ohne seine – des Sur-intendant – Genehmigung untersagt und wurde mit Konfiszierung sämtlicher Instrumente, Kostüme, Einnahmen etc. geahndet. Dies traf Molière in seinem letzten Lebensjahr besonders schwer, da all seine Texte, zu denen Lully Musik komponiert hatte, nun als dessen Eigentum galten. Unter der Benennung Académie royale de musique war die Institution fest in Lullys Händen. Seine Macht ließ Lully offenbar jeden spüren, weswegen einige angesehene Komponisten und Musiker den Hof verließen. Als Beispiel wird zuweilen der Begründer der französischen Cembaloschule, Jacques Champion de Chambonnières, genannt, der jedoch schon 1662 das Amt des Hofcembalisten an den mit Lully befreundeten Jean-Henry d’Anglebert verkauft hatte.
1672, im Jahr der Erteilung des Privilegs, brachte Lully seine erste Oper auf die Bühne, die Pastorale Les Fêtes de l’Amour et de Bacchus. Hier folgte er aus Zeitnot dem Modell des Ballet des ballets, die Oper war als Pasticcio angelegt.

Alle folgenden Tragédies Lullys bestanden aus einem Prolog und fünf Akten. (Die italienische Oper hatte drei Akte.) Jeder Akt verfügte zusätzlich über ein Divertissement, eine umfangreiche Ballettszene, und Choreinlagen.
Im Jahr 1673 begann mit Cadmus et Hermione, Lullys erster Tragédie lyrique, die Serie der von nun an jedes Jahr aufgeführten Opern im französischen Stil. 1674 folgte Alceste, uraufgeführt im Marmorhof von Versailles als Höhepunkt eines Festes, und 1675 Thésée. In diesem Jahr nahm die Affaire Guichard ihren Anfang, in der Lully nicht gut dastand, auch wenn Henry Guichard am Ende das Feld räumen musste. Wie Lully hatte er ein königliches Privileg erwirkt, namentlich das einer Académie royale des spectacles zur Aufführung von Schauspielen. Allein die Musik fehlte zur Vervollkommnung seiner Darbietungen, doch ließ sich Lully in seinen Rechten nicht beschneiden. Er allein besaß das Privileg der Tonkunst. Eine Sängerin berichtete ihm von angeblichen Plänen Guichards, ihn mit vergiftetem Schnupftabak aus dem Weg zu räumen; Lully strengte daher einen Prozess an, den er letztlich nicht gewann. Umgekehrt zog Guichard ihn von 1676 an mit Enthüllungen über sein Privatleben durch den Schmutz. In Verlegenheit geriet hierdurch auch Carlo Vigarani, der Bühnenbildner und Theaterarchitekt, Teilhaber an Lullys Oper, der nebenbei drei Jahre lang für Guichard arbeitete.
1676 wurde Atys gegeben. Da der König hier, so hieß es, an der Komposition beteiligt war, jedenfalls sehr lange mit Lully darüber konferiert hatte, bekam die Tragödie den Untertitel Oper des Königs. Hier verzichtete Lully auf Pauken und Trompeten, um einen dunklen rauen Klang zu erzeugen. In einer Schlummerszene trat der noch junge Marin Marais auf.
Im Jahr 1677 folgte Isis, eine eigenwillige Oper, der geringer Erfolg beschieden war. Man kritisierte die seltsame Handlung, die Philippe Quinault vorgelegt hatte, und empfand Lullys Musik als intellektuell. Die Oper bekam den Untertitel Die Oper der Musiker, da Musiker und musikalisch gebildete Zuschauer von dem Werk begeistert waren.
1678 arbeitete Lully die Tragédie-ballet Psiché mit Hilfe der Librettisten Thomas Corneille und Bernard le Bovier de Fontenelle zur Oper Psyché um; die gesprochenen Dialoge wurden durch Gesang ersetzt. 1679 kam Bellérophon auf die Bühne, wieder in Kooperation mit Thomas Corneille. Eine bemerkenswerte Neuerung war dabei die Begleitung des Rezitativs durch das Streicherensemble.
Im Jahr 1680 folgte Proserpine und 1681 auf Befehl des Königs ein Hofballett, Le Triomphe de l’amour. Ludwig XIV. wünschte eine Wiederbelebung des alten Hofballetts. Das Stück wurde von den Kindern des Königs getanzt und zu einem der berühmtesten Werke Lullys überhaupt.
Bereits vor Proserpine hatte sich Lully von seinem Bühnenbildner, Carlo Vigarani, getrennt. Dessen Nachfolger, Jean Bérain, der statt Teilhaber der Opernakademie nur deren Bediensteter wurde, entwarf allseits bewunderte Kostüme, doch scheiterte er an der Bedienung der Theatermaschinen, weshalb er nach Proserpine durch den Italiener Ercole Rivani ersetzt werden sollte. Als jedoch Rivani für die Arbeit an Proserpine 5000 Livres verlangte, ging der Auftrag an Bérain zurück.
1682 zog der Hof endgültig nach Versailles. Aus diesem Anlass wurde Persée gegeben, einem Stück, mit dem noch neunzig Jahre später, am 17. Mai 1770, das Opernhaus zu Versailles eingeweiht wurde, zur Hochzeit von Ludwig XVI. mit Marie-Antoinette. Dies spricht für die Bedeutung, die den Werken Lullys auch im 18. Jahrhundert zukam.
Da 1683 Marie-Thérèse, die Königin von Frankreich, starb, wurden die Aufführungen von Phaëton auf 1684 verschoben, ebenso jene von Lullys erfolgreichstem Werk, Amadis. Dieses wurde von da an jedes Jahr aufgeführt, solange Ludwig XIV. lebte. Des Weiteren wandten sich Lully und Quinault von mythologischen Stoffen ab und verarbeiteten französische Ritterepen, die die Verteidigung des Glaubens als höchstes Ideal zum Inhalt hatten. So hinterließ die Aufhebung des Ediktes von Nantes auch in der Musik ihre Spuren.

### Lullys Sturz (1685–1687)
Im Jahr 1685 wurde Lullys Oper Roland aufgeführt. Etwa zur selben Zeit kam es zum Eklat, als öffentlich wurde, dass Lully eine Liebesbeziehung zu einem Pagen namens Brunet unterhielt; hinzu kam seine Beteiligung an den orgiastischen Festen des Herzogs von Orléans, Bruder des Königs, und des Herzogs von Vendôme. Der König unterbreitete Lully, der inzwischen zum Secrétaire du Roi ernannt, Berater des Königs und geadelt worden war, dass er nicht weiter gewillt sei, Ausschweifungen zu dulden. Lully schrieb dem König und bat ihn um Vergebung. Beinah wäre sein Gesuch erfolgreich gewesen: Der Marquis de Seignelay, Sohn des Finanzministers Colbert, hatte ein Werk bei ihm in Auftrag gegeben, Idylle sur la Paix. Den Text dazu schrieb der Dichter Racine. Der König, der in Sceaux der Aufführung beiwohnte, war äußerst angetan und ließ Lully große Abschnitte der Aufführung wiederholen. Die Haltung des Königs gegenüber Lully änderte sich jedoch nicht.
1686 wurde Lullys Armide uraufgeführt, nicht mehr bei Hofe, sondern in Paris, denn der König empfing ihn nicht mehr. Lully hoffte dennoch, seine Protektion wiederzuerlangen. Seine nächste Oper, die er für Louis-Joseph Duc de Vendôme auf ein Libretto von Jean Galbert de Campistron komponierte, war eine subtile Huldigung an den Dauphin und damit indirekt an den König: Acis et Galatée erklang am 6. September 1686 im Schloss Anet anlässlich einer Jagdpartie des Dauphins. Im Vorwort der dem König gewidmeten Partitur schrieb Lully, er verspüre in sich eine „Gewissheit“, die ihn über sich selbst hinaushebe und mit einem göttlichen Funken erfülle. Aber Ende 1686, wohl nach der Wiederaufnahme von Acis et Galatée in Paris, ließ der Regent ihm mitteilen, er beabsichtige, im Palais Royal Wohnraum für den Herzog von Chartres zu schaffen und Lully habe das dort eingerichtete Theater zu verlassen. Lully musste sich dem König beugen und plante daraufhin, in der Rue Saint-André-des-Arts ein Opernhaus einzurichten, für das er ein bebautes Grundstück kaufte.

Das Grab Jean Baptiste Lullys in Notre-Dame-des-Victoires

Inschrift des Grabes

1687 arbeitete Lully an seiner Oper Achille et Polixene. In dieser Zeit litt der König unter gesundheitlichen Problemen. Der Arzt Charles-François Félix de Tassy hatte am 18. November eine gefährliche Fistel am Gesäß des Monarchen zu entfernen; Herzog Richelieu war bei einem solchen Eingriff seinerzeit gestorben. De Tassy übte im Hospital von Versailles an herbeigeschafften Leidensgenossen des Königs und entfernte das Geschwür mit Erfolg. So rechnete man mit dem möglichen Ableben Ludwigs, doch der König erholte sich. Für die Feierlichkeiten zur Genesung bearbeitete Lully sein 1678 komponiertes Te Deum und ließ es auf eigene Kosten mit 150 Musikern aufführen.
Jean-Laurent Le Cerf de La Viéville schrieb 1705, Lully habe sich, während der Aufführung der Motette am 8. Januar 1687 in der Église des Pères Feuillants beim Auf- und Abbewegen seines fast schulterhohen Taktstocks mit dessen Spitze den Vorderfuß verletzt. Die Wunde entzündete sich rasch und infizierte sich mit Wundbrand. Lully weigerte sich, den befallenen Zeh amputieren zu lassen, und starb wenige Monate darauf. Er wurde in Notre-Dame-des-Victoires unter großer Anteilnahme beigesetzt. In zeitgenössischen Schriften und Abbildungen finden sich allerdings keine Belege für eine Praxis des Taktgebens mit langem, dem Tambourstab ähnlichem Dirigierstock – benutzt wurde meist ein aufgerolltes Blatt Papier in einer oder beiden Händen des Orchesterchefs. Möglicherweise handelte es sich bei Lullys dramatischem Missgeschick nicht um einen Dirigier-, sondern einen unten angespitzten Spazierstock, mit dem er seine Musiker zur Aufmerksamkeit rief. Lullys letzte Oper wurde von seinem Sekretär, Pascal Collasse, vollendet. Die Nachfolge im Amt des Sur-intendant übernahmen zuerst Lullys Söhne, Jean und Louis de Lully, zusammen mit seinem Schüler Marin Marais, bis der König das Amt Michel-Richard Delalande übertrug.
Seit 1961 tragen die Lully Foothills auf der Alexander-I.-Insel in der Antarktis und seit 1992 auch ein Asteroid (8676) Lullys Namen.

## Lullys Musik und Bedeutung

### Vorläufer des modernen Orchesters

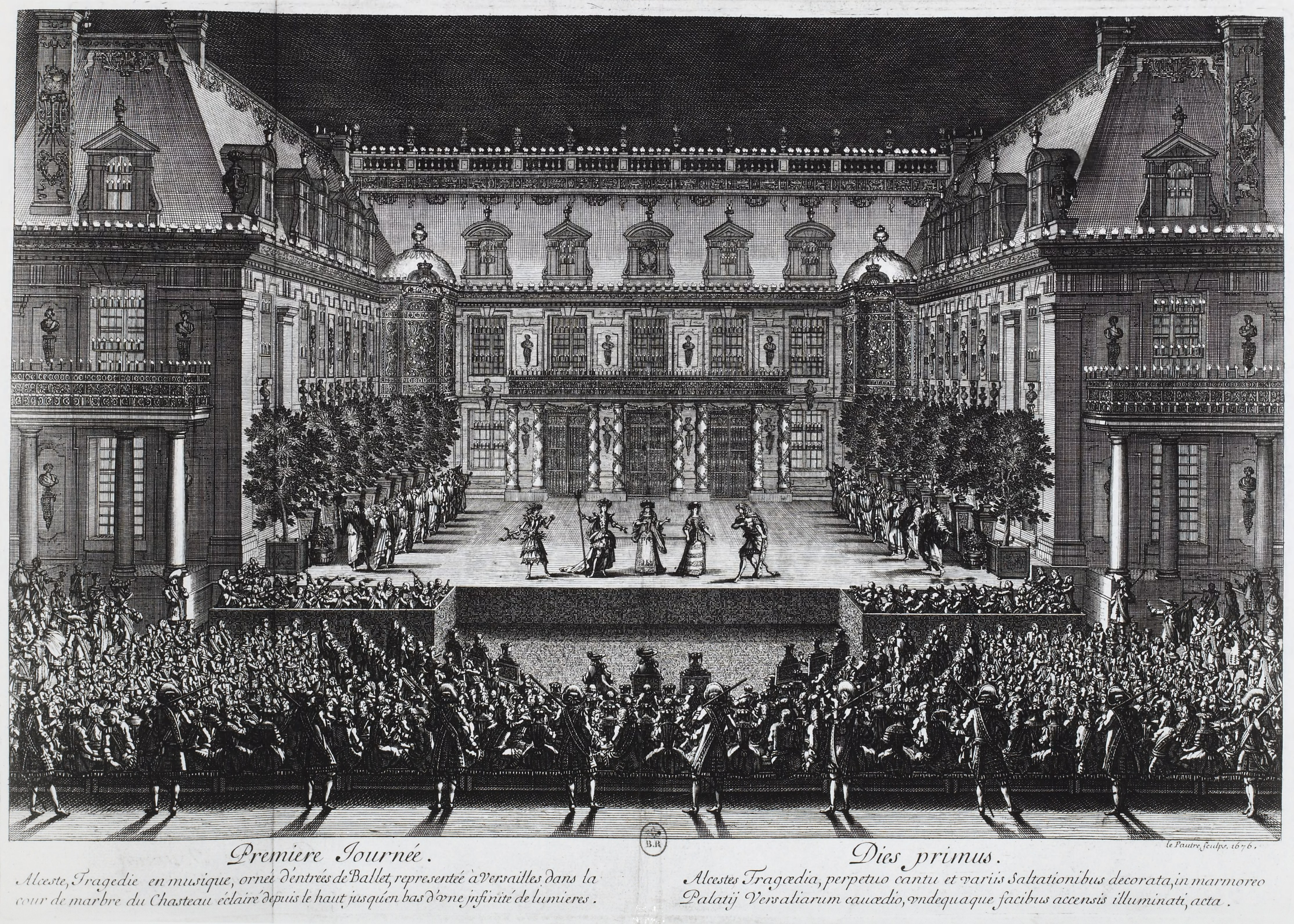
Aufführung von Lullys Alceste in Versailles, 1674

Lully prägte mit seiner neuen Orchesterdisziplin nicht nur maßgeblich den französischen Stil, sondern übte damit großen Einfluss auf die Musikpraxis des ausgehenden 17. Jahrhunderts aus.
Typisch für den Klang seines Orchesters sind der fünfstimmige Streichersatz, die Mischung von Streichern und Bläsern, und die für seine Zeit große Besetzung des Orchesters. Die 24 Violinen des Königs bildeten den Kern des Ensembles; hinzu treten die 12 Oboen (an der Weiterentwicklung der Schalmei zur Oboe soll Lully maßgeblich beteiligt gewesen sein), außerdem Block- und Traversflöten, eine umfangreiche Continuogruppe mit Lauten, Gitarren, Cembalo etc. und in bestimmten Szenen Pauken und Trompeten. Beliebt war auch die ins Werk eingebundene „Zurschaustellung“ neuer Instrumente wie der Traversflöte oder das „französische Trio“ aus zwei Oboen und Fagott. Diese Instrumente hatten in vielen Tänzen und Instrumentalstücken Soloauftritte, meist sogar auf der Bühne. In der nachfolgenden deutschen Tradition wurde das französische Trio oft verwendet, z. B. von Telemann und Fasch. In den frühen Jahren spielte Lully selbst die erste Violine in seinem Ensemble, oftmals sind in den Partituren der Philidor-Sammlung Vermerke wie „M. de Lully joue“ („Herr von Lully spielt“) zu lesen, die Violinstimme sollte dann mit improvisierten Verzierungen dargeboten werden.

### Ouvertüre
Die französische Ouvertüre mit einem ersten Teil im gravitätischen punktierten Rhythmus mit anschließendem schnellen, imitatorisch gearbeiteten Teil und am Ende (manchmal) einer Wiederaufnahme des ersten Tempos ist nur zum Teil eine Neuschöpfung Lullys. Seine Vorgänger, Lehrer und Zeitgenossen wie Jean de Cambefort, François Caroubel, Nicolas Dugap, Jacques de Montmorency de Bellville, Jacques Cordier, Pierre Beauchamps, Guillaume Dumanoir, Michel Mazuel, Mignot de la Voye oder Robert Cambert schrieben bereits Ouvertüren, oder besser gesagt Eröffnungsmusiken für die Hofballette. Diese Ouvertüren haben nichts mit den italienischen Opern-Sinfonien zu tun, wie sie von Monteverdi, Luigi Rossi oder Francesco Cavalli und Antonio Cesti komponiert wurden. Der französische Orchesterstil wurde schon zu Zeiten Ludwigs XIII. und seiner Ballettmeister entwickelt und ist auf die Gründung der Gruppe der 24 Violinen zurückzuführen – Lullys Wirken besteht vornehmlich in der Weiterführung der Tradition seiner Vorgänger. Doch während die alten Ouvertüren eher nur gravitätisch waren, fügte Lully ihnen noch einen fugierten Teil hinzu. 1660 wurde eine solche „neue“ Ouvertüre im Ballett Xerxes erstmals aufgeführt. Seitdem wurde diese Form beibehalten. Fast jedes seiner Werke beginnt mit einer solchen Ouvertüre, eine Ausnahme bilden Les Fêtes de l’Amour et de Bacchus, die noch mit einem altertümlich anmutenden Ritournell eröffnet werden.

### Französische Oper

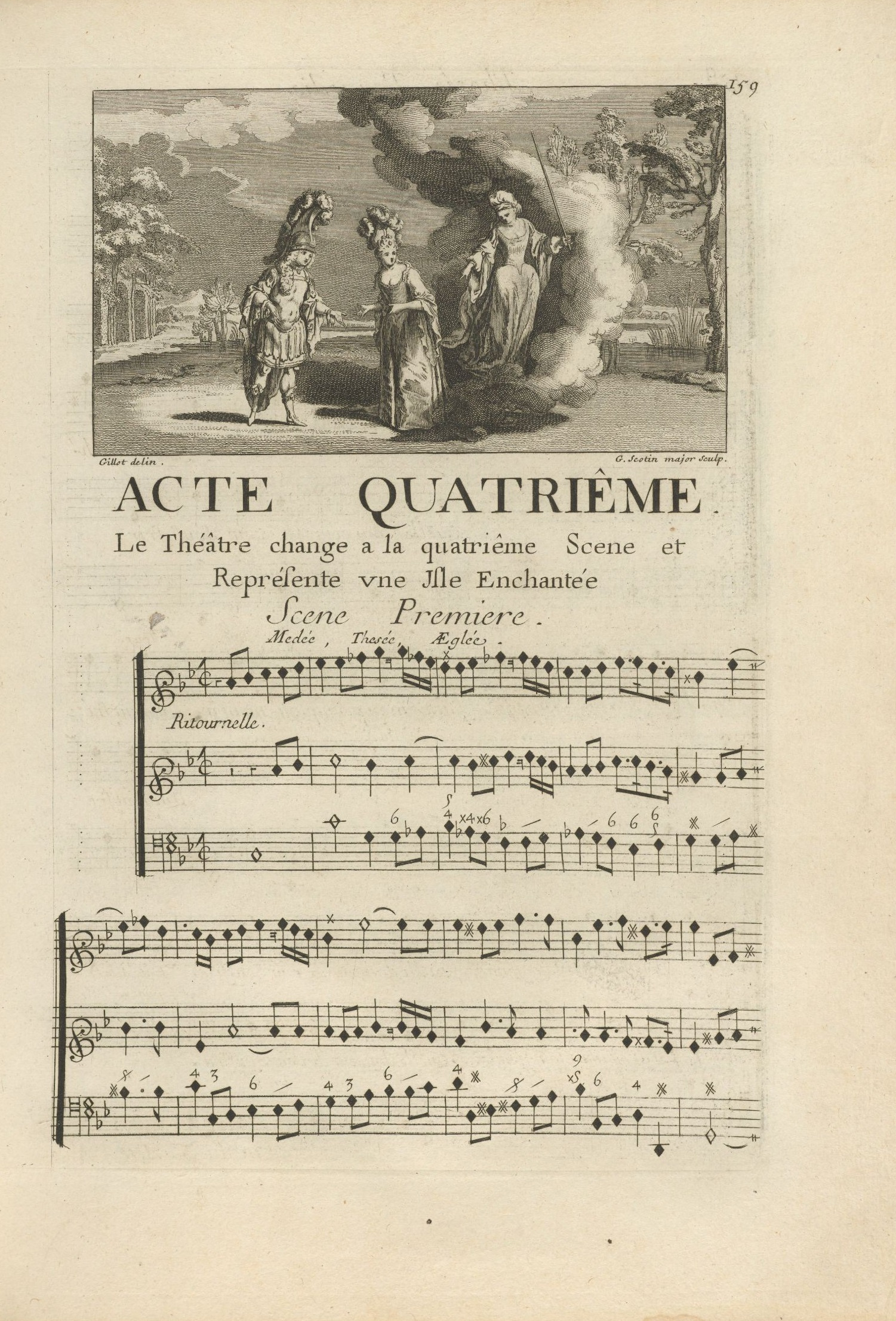
Lully, Thésée, Beginn des 4. Aktes

Das größte Verdienst Lullys liegt in der Begründung der französischen Nationaloper. Ludwig XIV. forderte, wie in allen Bereichen der Kunst, eine eigene französische Ausdrucksform auch in der Musik. In Lully und seinem Librettisten, Philippe Quinault, fand er Meister, die seine Vorstellungen umsetzten. Mit der von ihnen geschaffenen Opernform der Tragédie lyrique gelang es Lully und Quinault, eine eigene Form der Oper zu schaffen, die formal auf den großen klassischen Tragödien bedeutender Schriftsteller wie Corneille oder Racine basierten. Auf dieser Grundlage entwickelte Lully seine Opern als Gesamtkunstwerk, unter Einbeziehung großer Chorszenen und des für Frankreich traditionell wichtigen Tanzes in Form von Balletteinlagen. Damit konnte er die Erwartungen des Königs und des französischen Publikums zufriedenstellen.
Jede seiner Opern ist in fünf Akte und einen Prolog unterteilt. Es wurden nur klassische Stoffe behandelt wie Ritterepen oder Geschichten der griechisch-römischen Mythologie. Der Prolog, inhaltlich nur lose mit der nachfolgenden Tragödie verbunden, diente der Verherrlichung des Königs und seiner Ruhmestaten. Er beginnt und endet mit der Ouvertüre und besteht in der Regel weniger aus Rezitativen, sondern vor allem aus einem Divertissement mit Airs, Chören und Ballett. Die fünf Akte der Tragödien sind in Versen abgefasst, die in der Form des französischen Rezitativs deklamiert werden. Jeder der fünf Akte verfügt über ein weiteres Divertissement mit Arien, Chorszenen und Ballett, meistens – aber nicht immer – am Ende. Bestimmte Szenen wurden zum Standard, wie die poetischen Traumszenen („sommeil“, z. B. in Atys), pompöse Schlachten („combats“), die Stürme („vents“) und die abschließenden großen Chaconnen und Passacaillen, oft mit Solisten und Chor.

### Französischer Gesangsstil und Formen
Die französische Oper war von Anfang an als Gegenpol zur etablierten italienischen Oper gedacht. Der Unterschied beginnt bei den verwendeten Stimmen und Stimmlagen. Die italienische Barockoper war nicht denkbar ohne die perfekt ausgebildete Virtuosität der männlichen Kastratenstimmen. Das führte zusammen mit den weiblichen Primadonnen zu einer deutlichen Betonung hoher Sopran- und Altstimmen, es gab nur wenige Rollen für tiefe Stimmen und fast gar keine Tenöre. In Frankreich lehnte man die Kastration ab; daher sind in der französischen Oper auch alle Arten von Männerstimmen in tragenden Rollen präsent. Eine typisch französische Stimmlage ist der haute-contre, ein hoher, weich geführter Tenor, beinahe eine Altlage.
Ein weiterer Unterschied ist auch die Verwendung von Chören in der französischen Oper.
Besonders auffällig im Vergleich zur italienischen Oper ist das von Lully und Lambert entwickelte französische Rezitativ. Es basiert auf der Theaterdeklamation der französischen Tragödie und ist eine Weiterentwicklung des Air de Cour. Es unterscheidet sich deutlich vom italienischen Rezitativ, das geradtaktig notiert ist, aber frei vorgetragen wurde; dagegen sind im französischen Rezitativ Taktwechsel häufig, es kommen also streckenweise verschiedene geradtaktige Metren wie C, 2 oder Allabreve und Dreiermetren wie 3/2 oder 3 (= 3/4) vor. Dabei orientiert sich der Rhythmus sehr genau am Duktus des Französischen. Rezitierte Passagen können in kleine Ariosi oder in liedhafte Airs übergehen, die Übergänge zwischen dramatischer Deklamation und (weicherem) Gesang sind also fließend. Lully verwendete sogar zweistimmige Passagen in manchen Rezitativen, und es kann auch zu Einwürfen eines Chores kommen (z. B. in Atys).
Auch die französischen Airs unterscheiden sich von den Arien der italienischen Oper. Der französische Gesangsstil hatte grundsätzlich wenig gemein mit dem italienischen Belcanto, und französische Sänger hätten sich technisch nicht mit großen italienischen Kastraten und Primadonnen messen können. Typisch für die französische Oper ist ein syllabischer Gesangsstil: Jede Silbe bekommt einen, nicht mehrere Töne; lange Läufe oder schwierige Koloraturen wie im italienischen Belcanto sind tabu (von seltenen Ausnahmen abgesehen, die vom Text oder der Situation motiviert sein müssen). Daher wirken die Airs der Lullyschen Tragèdie lyrique relativ einfach, abgesehen von gelegentlichen Vorhalten sowie notierten Trillern und Mordenten. (Bei den Italienern gehörte die Improvisation der Verzierungen zum guten Vortrag.) Viele Airs von Lully und seinen Nachfolgern entsprechen formal einem der zeitgenössischen Tänze, wie z. B. dem Menuet oder der Gavotte, und gehen auch häufig mit dem entsprechenden Bühnentanz einher. Solche Airs können außerdem von einem Chor wiederholt werden. Die italienische Da-capo-Arie mit ihrer improvisierten Kadenz im wiederholten („da capo“) A-Teil existiert in der französischen Oper nicht.
Eine berühmte Szene ist der Monolog der Armide aus der gleichnamigen Tragèdie lyrique: Enfin il est en ma puissance! (Akt II, Szene 5). Zeitgenossen sowie später auch Jean-Philippe Rameau betrachteten diese Passage als das Ideal der französischen Opernkunst.

### Nachwirkung in Frankreich
In Frankreich blieb der Stil Lullys für weitere etwa hundert Jahre bindend. Die Formen, die er der Tragédie lyrique mit ihrem Gesangsstil und dem Ballett gab, wurden nicht angetastet. Es war selbst tabu, einen Text, den Lully bereits vertont hatte, ein weiteres Mal zu vertonen. So schrieben die französischen Komponisten in der direkten Nachfolge Lullys ihre Opern ganz in seinem Stil. Zu ihnen gehörten u. a. Pascal Collasse, Marc-Antoine Charpentier, André Campra, André Cardinal Destouches, Marin Marais, und später Jean Marie Leclair, François Francœur, Jean-Joseph Cassanéa de Mondonville und Antoine Dauvergne. Erst Jean-Philippe Rameau wagte einen moderneren Stil und einige Neuerungen, vor allem im Bereich der Instrumentierung und des virtuosen Umgangs mit dem Orchester, was das Pariser Publikum fortan in „Lullisten“ und „Ramisten“ spaltete.
Mit der Gründung des Concert spirituel 1725 in Paris und den immer öfter aufgeführten italienischen Konzerten wich die Abneigung gegen die italienische Musik. Als eine italienische Truppe Pergolesis La serva padrona in Paris aufführte, brach ein offener Konflikt zwischen den Anhängern der französischen traditionellen Oper und den Anhängern der neuen Opera buffa aus. Zeitgenossen berichten, dass es dort des Öfteren wie in Religionskriegen zugegangen sei, zumindest was die Schmähschriften betrifft. Dieser Buffonistenstreit ging in die Geschichte ein und wurde erst Jahre später durch die ersten Aufführungen der Opern Glucks beigelegt. Mit Gluck verschwand auch allmählich die Oper des Ancien Régime, Lully, Campra und Rameau wurden kaum noch gespielt. Trotzdem haben Gluck und seine Epigonen aus der dramatischen französischen Deklamation und dem syllabischen Gesang der französischen Oper, wie sie von Lully erfunden worden war, viel gelernt. Das ist auch in den französischen Opern Glucks zu hören (Iphigénie en Tauride, Iphigénie en Aulide, Alceste). Es ist kein Zufall, dass seine Opernreform in Frankreich den größten und vor allem dauerhaften Erfolg hatte – das französische Publikum war auf einen dramatischen Gesang ohne Koloraturen vorbereitet.

### Internationaler Einfluss

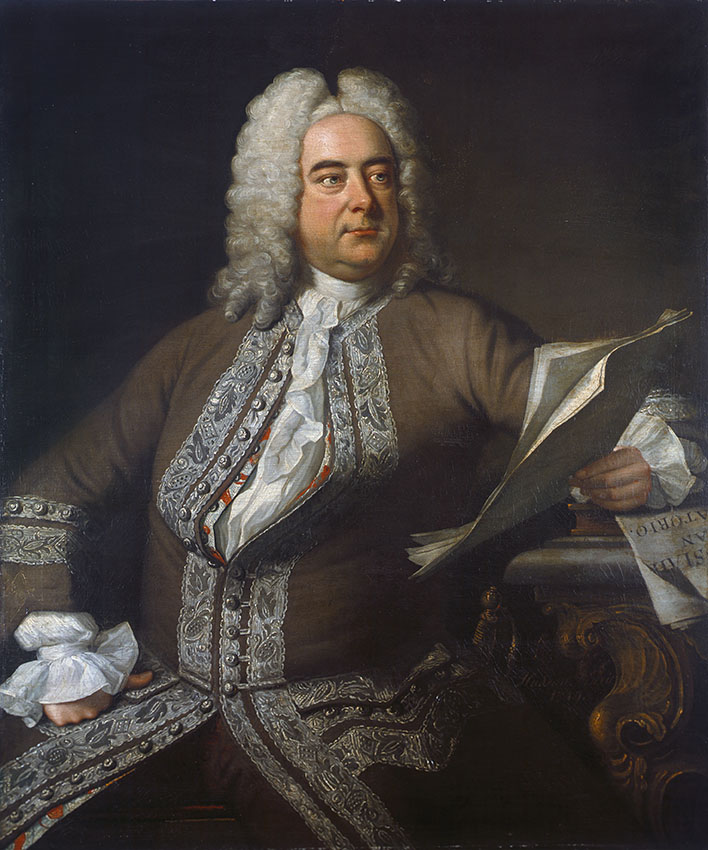
Auch heute deutlich bekanntere Komponisten wie Georg Friedrich Händel wurden von Lullys Musik geprägt.

Spätestens seit den Plaisirs de l’îsle enchantée ging vom französischen Hof, von Versailles und der Person des Sonnenkönigs eine immense Faszination aus. Französische Sprache und Kultur gaben den Ton an, auch das Interesse an der französischen Musik war groß. Die Tragédie lyrique fand hingegen vergleichsweise weniger Anklang, da bereits die italienische Oper ihren Siegeszug angetreten hatte. Dem konnte die französische Oper mit ihrer Betonung dramatischer Deklamation und ihren im Vergleich „harmlosen“ Airs nicht genug entgegensetzen. So gab es außerhalb Frankreichs nur wenige Adelshöfe, an denen ganze Opern Lullys aufgeführt wurden.
Trotzdem ließen sich manche Komponisten von der französischen Oper inspirieren. Das gilt vor allem für Henry Purcell. In England wurde die musikalische Entwicklung ab 1660 durch den frankophilen Geschmack der Stuartkönige Charles II und James II mitgeprägt; das gilt auch für die Musik von Locke, Humfrey, Blow und Purcell. In Dido and Aeneas und in seinen Semi-Operas setzt Purcell z. B. den Chor auf eine Weise ein, die auf Lully zurückgeht. Auch Arien und Tänze sind französisch beeinflusst, wenngleich mit starker englischer Eigennote. Die musikalischen Einlagen der Semi-Operas sind eigentlich Divertissements auf englische Art. Purcells berühmte Frostszene im dritten Akt von King Arthur (1692) geht vermutlich direkt auf den „Chor der Zitternden“ in Lullys Isis (1677) zurück. Auch einige Komponisten der frühen deutschen Oper haben sich von Lully inspirieren lassen, vor allem Reinhard Keiser.
Lullys Einfluss machte sich besonders in der barocken Orchestermusik bemerkbar: Die Ouvertüren und Tänze seiner Opern und Ballette kursierten als Suiten in gedruckter Form in ganz Europa und trugen maßgeblich zur Entstehung der Orchestersuite bei. In fast jeder Musikbibliothek eines Fürsten fanden sich Abschriften der Werke Lullys. An deutschen Fürstenhöfen wurde nicht nur Lullys Musik gesammelt, sondern man beschäftigte auch französische Musiker. Selbst wenn Lullys Opern noch in der Entstehungsphase waren, so gab es schon Schwarzkopien seiner fertiggestellten Szenen, die auf dem Schwarzmarkt verkauft wurden.
Viele junge Musiker kamen nach Paris, um bei Lully zu studieren. Diese Schüler sollten zu sogenannten „Lullisten“ werden: Pelham Humfrey, Johann Sigismund Kusser, Johann Caspar Ferdinand Fischer, Agostino Steffani, Georg Muffat und andere. Sie machten den Stil Lullys bzw. die Musik vom Hof des Sonnenkönigs vor allem in Deutschland und England populär. Nicht nur die Form der französischen Ouverture wurde verbreitet, sondern auch Tänze wie Menuet, Gavotte, Bourrée, Rigaudon, Loure, selbst so unpräzis definierte Gattungen wie die Air oder Entrée, auch die französischen Formen der Chaconne und der Passacaille verbreiteten sich in Europa.
Die Ouverturensuite „in französischer Manier“ war neben dem italienischen Concerto in der ersten Hälfte des 18. Jahrhunderts die wichtigste Orchestergattung in Deutschland, allerdings mit stilistischen Neuerungen und auch konzertierenden italienischen Einflüssen: allen voran durch Georg Philipp Telemann, Johann Joseph Fux, Philipp Heinrich Erlebach, Johann Friedrich Fasch und Christoph Graupner. Auch die Orchestersuiten von Johann Sebastian Bach und Georg Friedrich Händel – die Wassermusik und die Musick for the Royal Fireworks – basieren auf den von Lully begründeten Formen. Händel pflegte sein Leben lang die Ouverture im französischen Stil, selbst in seinen italienischen Opern. Seine Oper Teseo (1713) basierte auf Quinaults Libretto zu Lullys Thésée und hat daher ungewöhnlicherweise fünf Akte, ist aber ansonsten eine italienische Oper mit Dacapo-Arien.
Das Menuett der klassischen Sinfonien von Joseph Haydn und Wolfgang Amadeus Mozart geht letztlich auf Lully zurück.

## Werk

### Geistliche Vokalwerke
Grands motets
1. Jubilate Deo (29. August 1660)
2. Miserere (23. (?) März 1663)
3. Benedictus Dominus (1663 oder 1664)
4. O lachrymae (1664 (?))
5. Plaude laetare Gallia (24. März 1668)
6. Te Deum (9. September 1677)
7. De profundis (Mai 1683)
8. Dies irae (1. September 1683)
9. Quare fremuerunt (19. April 1685)
10. Domine salvum fac regem (1685 (?))
11. Notus in Judea (1685 oder 1686)
12. Exaudiat Te Domine (1687)

Petits motets
1. Anima Christi
2. Ave coeli munus supernum
3. Dixit Dominus
4. Domine salvum fac regem
5. Exaudi Deus deprecationem
6. Laudate pueri Dominum
7. O dulcissime Domine
8. Omnes gentes
9. O sapientia in misterio
10. Regina Coeli
11. Salve Regina

### Weltliche Vokalwerke
1. Dialogue de la guerre avec la paix (1655, Musik verschollen)
2. Ingrate bergère (1664, Text: Octave de Périgny)
3. Anunque prodigoas
4. Scoca pur tutti
5. À la fin petit Desfarges
6. D’un beau pêcheur la pêche malheureux
7. Un tendre coeur rempli d’ardeur
8. Courage, Amour, le paix est faite (1661, Text: Benserade)
9. Non vi è più piacer (Musik verschollen)
10. Le printemps, aimable Sylvie (Text: Benserade; Musik verschollen)
11. Tous les jours cent bergères (Text: Perrin, Musik verschollen)
12. Viens, mon aimable bergère (Text: Perrin, Musik verschollen)
13. Qui les saura, mes secrètes amours (Text: Perrin)
14. Où êtes-vous allé, les belles amourettes
15. Vous mêlons toute notre gloria
16. Pendant que ces flambeaux
17. La langueur des beaux yeux (Musik verschollen)
18. On dit que vos yeux sont trompeurs (Text: Octave de Périgny, Musik verschollen)
19. Que vous connaissez peu trop aimable Chimène (Text: Quinault, Musik verschollen)
20. Si je n’ai parlé de ma flamme (Musik verschollen)
21. En ces lieux je ne vois que de promenades (Text: Lully, Musik verschollen)
22. Ah qu’il est doux de se rendre (Text: Quinault, Musik verschollen)
23. J’ai fait serment, cruelle (Text: Quinault, Musik verschollen)
24. Le printemps ramène la verdure (Text: Lully (?); Musik verschollen)
25. Depuis que l’on soupire (Text: Quinault, Musik verschollen)
26. Sans mentir on est bien misérable (Musik verschollen)
27. Venerabilis barba capucinorum
28. Il faut mourir, pécheur (1687)

### Bühnenwerke
Ballets de cour, Mascarades und Divertissements
1. Mascarade de la foire Saint-Germain (Textdichter unbekannt, 7. März 1652, Musik verschollen)
2. Ballet du temps (Gemeinschaftsarbeit, Text: Benserade 3. Dezember 1654)
3. Ballet des plaisirs (Gemeinschaftsarbeit mit Louis de Mollier, Text: Benserade, 4. Februar 1655)
4. Le Grand Ballet des bienvenus (Gemeinschaftsarbeit, Text: Benserade, 30. Mai 1655, Musik verschollen)
5. Ballet de Psyché ou la puissance de l’Amour (Gemeinschaftsarbeit, Text: Benserade, 16. Januar 1656, Musik verschollen)
6. La Galanterie du temps (Text: Francesco Buti, 3. Februar 1656, Musik verschollen)
7. Amour malade (Text. Francesco Buti, 17. Januar 1657)
8. Ballet d’Alcidiane (Gemeinschaftsarbeit mit J.-B. Boesser und L. de Mollier, Text: Benserade, 14. Februar 1658)
9. Ballet de la raillerie (Gemeinschaftsarbeit mit L. de Mollier, Text: Benserade, 19. Februar 1659)
10. Les Débris du ballet du Roy (Musik aus dem Ballet de la raillerie, 1659 (?))
11. Ballet de Toulouse (November/Dezember 1659 (?))
12. Ballet de la revente des habits de ballet et de comédie (Text: Benserade, 15. Dezember 1660)
13. Ballet de l’impatience (Gemeinschaftsarbeit mit Pierre Beauchamps und Francois Hillaire d’Olivet, Text: Benserade, Buti, 19. Februar 1661)
14. Ballet des saisons (Text: Benserade, 26. Juli 1661)
15. Ballet des arts (Gemeinschaftsarbeit mit M. Lambert, Text: Benserade, 8. Januar 1663)
16. Les Noces de village (Text: Benserade, 3. oder 4. Oktober 1663)
17. Les Amours déguisés (Gemeinschaftsarbeit mit M. Lambert, Text: Octave de Périgny, 13. Februar 1664)
18. Divertissement pour la collation des Plaisirs de l’île enchanté (7. Mai 1664)
19. Ballet du palais d’Alcine (Text: Molière, 9. Mai 1664)
20. Ballet de la naissance de Vénus (Gemeinschaftsarbeit mit M. Lambert und L. de Mollier, Text: Benserade, 28. Januar 1665)
21. La Réception faite par un gentilhomme de campagne à une compagnie choisie à sa mode qui le vient visiter (Text: Benserade, Februar 1665, Musik verschollen)
22. Le Triomphe de Bacchus dans les Indes (Textdichter unbekannt, 9. Januar 1666)
23. Ballet des Muses (Text: Benserade, 2. Dezember 1666)
24. Le Carnaval (Text: Benserade, 18. Januar 1668)
25. La Grotte de Versailles (Text: Quinault, April (?) 1668)
26. Ballet de Flore (Text: Benserade, 13. Februar 1669)
27. Le Triomphe de l’Amour et de Bacchus[54] (Text: Benserade, Quinault, 21. Januar 1681)
28. Le Noce de village (März 1683)
29. L’Idylle sur la paix (Text: Jean Racine, 16. Juli 1685)
30. Le Temple de la paix (Text: Quinault, 20. Oktober 1685).

Intermedien, Comédies-ballets
1. Xerxès (6 Entrées für Francesco Cavallis Oper, 22. November 1660)
2. Hercule amoureux (18 Entrées für Cavallis Oper Ercole amante, 7. Februar 1662)
3. Le Mariage forcé (Text: Molière, 29. Januar 1664)
4. Les Plaisirs de l’île enchantée/La Princesse d’Elide (Gemeinschaftswerk mit M. Lambert, Text: Molière, 7./8. Mai 1664)
5. Oedipe (Text: Pierre Corneille, 3. August 1664)
6. Le Favori/Le Ballet des grands ou les délices de la campagne (Text: Marie-Catherine Desjardins; Prolog und intermédes von Molière, 13. Juni 1665)
7. L’amour médecin (Text: Molière, 14. September 1665)
8. La Pastorale comique (Text: Molière, 5. Januar 1667)
9. Les Sicilien ou l’Amour peintre (Text: Molière, 8(?). Februar 1667)
10. George Dandin/Le Grand divertissement de Versailles (Text: Molière, 18. Juli 1668)
11. Monsieur de Pourceaugnac/Le divertissement de Chambord (Text: Molière, Lully, 6. Oktober 1669)
12. Les amants magnifiques (Text: Molière, 4. Februar 1670)
13. Le Bourgeois gentilhomme (Text: Molière, 14. Oktober 1670)
14. Britannicus (Text: Racine, 1670, Musik verschollen)
15. Psiché (Text: Molière, Corneille, Quinault, Lully, 17. Januar 1671)
16. La Comtesse d’Escarbagnas/Ballet des ballets (Text: Molière, 2. Dezember 1671).

Tragédies en musique, Pastorale, Pastorale héroïque
1. Les Fêtes de l’Amour et de Bacchus (Libretto: Quinault, Benserade, Perigny, Molière, Lully, 11. November 1672)
2. Cadmus et Hermione (Libretto: Quinault, um den 15. April 1673)
3. Alceste ou Le triomphe d’Alcide (Libretto: Quinault, 19. Januar 1674)
4. Thésée (Libretto: Quinault, 11. Januar 1675)
5. Atys (Libretto. Quinault, 10. Januar 1676)
6. Isis (Libretto: Quinault, 5. Januar 1677)
7. Psyché (Libretto: Thomas Corneille, 19. April 1678) Choeur des divinités de la terre et des eaux aus Psyché (1687) – MIDI-Dateiⓘ/?
8. Bellérophon (Libretto: Thomas Corneille, B. le Bovier de Fontenelle, 31. Januar 1679)
9. Proserpine (Libretto: Quinault, 3. Februar 1680)
10. Persée (Libretto: Quinault, 18. April 1682)
11. Phaëton (Libretto: Quinault, 6. Januar 1683)
12. Amadis (Libretto: Quinault, 18. Januar 1684)
13. Roland (Libretto: Quinault, 8. Januar 1685)
14. Armide (Libretto: Quinault, 15. Februar 1686)
15. Acis et Galatée (Libretto: J. G. de Campistron, 6. September 1686)
16. Achille et Polixene (Libretto: J. G. de Campistron, nur Ouvertüre und 1. Akt von Lully, Prolog und Akte 2–5 von Pascal Collasse, 7. oder 23. November 1687).

### Instrumentalwerke
1. Première marche des mousquetaires (1658)
2. 10 Branles (1665)
3. 3 Gavottes (1665)
4. Passacaille (1665)
5. 3 Courantes (1665)
6. 3 Bourrées (1665)
7. Allemande (1665)
8. Boutade (1665)
9. Gaillarde (1665)
10. 3 Sarabanden (1665)
11. 18 Trios de la chambre du roi
12. Marches et batteries de Tambour (1670)
13. Folie d’Espagne, Marsch (1672)
14. Marche de Savoye, Airs, L’Asemblée, La Retraite
15. Pleusiers (6) pièces de symphonie (1685)
16. Airs pour le carrousel de Monseigneur (28. Mai 1685)
17. 17 Airs
18. La descente des armes (Marsch)
19. Marches des gardes de la marine, des fusillers, des dragons, du prince d’Orange
20. verschiedene Einzelstücke (3 Allemanden, 14 Couranten, 4 Sarabanden, 2 Bourrées, 4 Chaconnes, La Bourse, Trio, Menuet, La Trivelinade, Gigue).

## Medien
- Le Bourgeois gentilhomme – 1. Ouvertüre
- Le Bourgeois gentilhomme – 2. Gravement
- Le Bourgeois gentilhomme – 3. Sarabande
- Le Bourgeois gentilhomme – 4. Bourée
- Le Bourgeois gentilhomme – 5. Gaillarde Canarie
- Le Bourgeois gentilhomme – 6. Gavotte
- Le Bourgeois gentilhomme – 7. Loure
- Le Bourgeois gentilhomme – 8. Air des Espagnoles
- Le Bourgeois gentilhomme – 9. Menuett 1 und 2
- Le Bourgeois gentilhomme – 10. Chaconne des Scaramouches, Trivelins
- Le Bourgeois gentilhomme – 11. Marche pour la cérémonie des Turcs